# Marcus Rediker
Marcus Rediker (Owensboro, 1951) é um professor, historiador e escritor norte-americano, também conhecido como ativista por uma variedade de causas de paz e justiça social. Ele se formou com um bacharelado pela Virginia Commonwealth University em 1976 e estudou na Universidade da Pensilvânia, obtendo um mestrado e doutorado em História. Ele lecionou na Universidade de Georgetown de 1982 a 1994, viveu em Moscou entre os anos de 1984 e 1985, e atualmente é Professor Distinto de História do Atlântico do Departamento de História da Universidade de Pittsburgh.

## Bolsa de estudos
Rediker pussui uma produção historiográfica voltada para a História social, trabalhista e marítima do Atlântico. Orientado pela crítica marxista do capitalismo, eles exploram seus respectivos assuntos em termos sistêmicos enquanto enfatizam a consciência de classe.
A abordagem de Rediker pode produzir descobertas e perspectivas surpreendentes - como o igualitarismo de algumas tripulações de piratas. "Os piratas usaram o sistema de compartilhamento pré-capitalista para distribuir suas opiniões", ele argumenta em Villains of All Nations.
Sua bolsa de estudos mais recente se voltou para os tópicos relacionados ao comércio transatlântico de escravos e revoltas de escravos. 

## Prêmios
Rediker ganhou vários prêmios por seus trabalhos, como o George Washington Book Prize (2008), OAH Merle Curti Award (2008), National Endowment for the Humanities Fellow (2005–2006), Conselho Americano de Sociedades Aprendidas (2005– 2006) Professor Ilustre, OAH (2002–08), Prêmio Internacional do Livro da História do Trabalho (2001), Prêmio OAH Merle Curti de História Social do Livro (1988) e Prêmio ASA John Hope Franklin do Livro (1988). 

## Publicações selecionadas
- Between the Devil and the Deep Blue Sea: Merchant Seamen, Pirates, and the Anglo-American Maritime World, 1700–1750 (1987)
- Who Built America? Working People and the Nation’s Economy, Politics, Culture, and Society, volume 1 (1989)
- com Peter Linebaugh: The Many-Headed Hydra: Sailors, Slaves, Commoners, and the Hidden History of the Revolutionary Atlantic (2000)
- Villains of All Nations: Atlantic Pirates in the Golden Age  (2004)
- editor com Emma Christopher e Cassandra Pybus: Many Middle Passages: Forced Migration and the Making of the Modern World (2007)
- The Slave Ship: A Human History (2007)
- The Slave Ship: A Human History (2012)
- The Fearless Benjamin Lay: The Quaker Dwarf Who Became the First Revolutionary Abolitionist (2017)